# Ольховец (Билгорайский повет)
Ольховец (пол. Olchowiec) — деревня в Билгорайском повете Люблинского воеводства Польши. Входит в состав гмины Обша. По данным переписи 2011 года, в деревне проживало 434 человека.

## География
Деревня расположена на юго-востоке Польши, в пределах Тарногрудского плато, на левом берегу реки Вирова, на расстоянии приблизительно 29 километров к юго-востоку от города Билгорай, административного центра повета. Абсолютная высота — 202 метра над уровнем моря. К западу от населённого пункта проходит региональная автодорога 849, к югу — региональная автодорога 863.

## История
В период с 1975 по 1998 годы входила в состав Замойского воеводства.

## Население
Демографическая структура по состоянию на 31 марта 2011 года:
|         | Всего | До трудоспособного возраста | Трудоспособного возраста | Старше трудоспособного возраста |
| ------- | ----- | --------------------------- | ------------------------ | ------------------------------- |
| Мужчины | 211   | 42                          | 148                      | 21                              |
| Женщины | 223   | 48                          | 116                      | 59                              |
| Всего   | 434   | 90                          | 264                      | 80                              |